# Delmont (Dakota du Sud)
Pour les articles homonymes, voir Delmont (homonymie).
La ville américaine de Delmont est située dans le comté de Douglas, dans l’État du Dakota du Sud
Elle comptait 234 habitants lors du recensement de 2010. La municipalité s'étend sur 0,76 milles carrés (1,97 km2).
Fondée en 1886, la localité doit probablement son nom à un dirigeant du Milwaukee Railroad. Selon d'autres versions, elle est nommée en référence à sa situation sur une petite colline près d'un vallon (dell en anglais) ou à la chaîne de cafés Delmontée.

## Démographie
| 1910 | 1920 | 1930 | 1940 | 1950 | 1960 |
| ---- | ---- | ---- | ---- | ---- | ---- |
| 369  | 518  | 472  | 461  | 405  | 363  |

| 1970 | 1980 | 1990 | 2000 | 2010 | - |
| ---- | ---- | ---- | ---- | ---- | - |
| 260  | 290  | 235  | 263  | 234  | - |